# Papiro satirico-erotico
Il Papiro satirico-erotico di Torino è un'opera della letteratura dell'antico Egitto risalente tra il 1190 e il 1077 a.C. (XX dinastia), scoperto a Deir el-Medina nei primi anni dell'Ottocento e acquisito nel 1824 dal Museo egizio di Torino, dove è conservato.

## Struttura
Il papiro si può dividere in due parti: la prima appartenente al genere satirico, mentre la seconda al genere erotico da cui prende il nome. Il tutto viene reso con immagini e testo a fianco.
Secondo Jean-François Champollion, le immagini risultano molto esplicite, anche se nell'Antico Egitto l'aspetto erotico della vita è presente in molte opere egiziane (liriche, canti, ecc), ma secondo lo studioso francese le immagini sono esplicite rispetto allo standard dove gli egiziani avevano una notevole apertura. La seconda ci dà un esempio di vita nell'Antico Egitto.

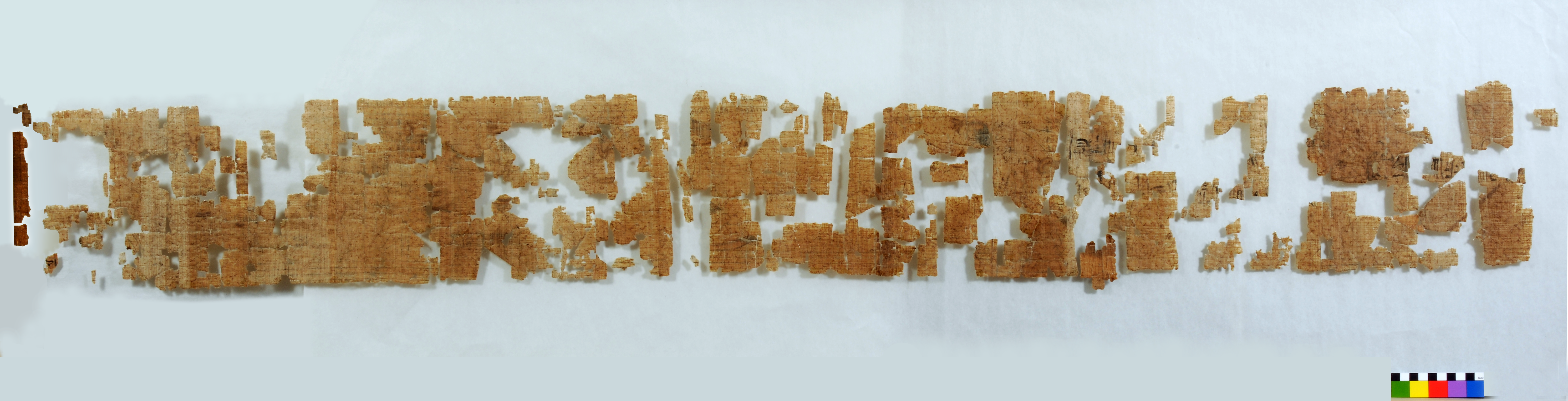
Il papiro satirico-erotico

## Contenuti
L'opera in due storie:
1. prima parte, di genere satirico-favolistico, racconta di vari animali umanizzati e proprio in questo sta l'umorismo: esempi sono topo-condottiero, la fortezza presidiata da gatti ecc.
2. seconda parte, di genere erotico, racconta la vita reale di una qualsiasi donna egizia soffermandosi sugli aspetti erotici: capelli, trucco e altri aspetti della donna egizia.

Parte del papiro
Parte del papiro